# Hofsgrund

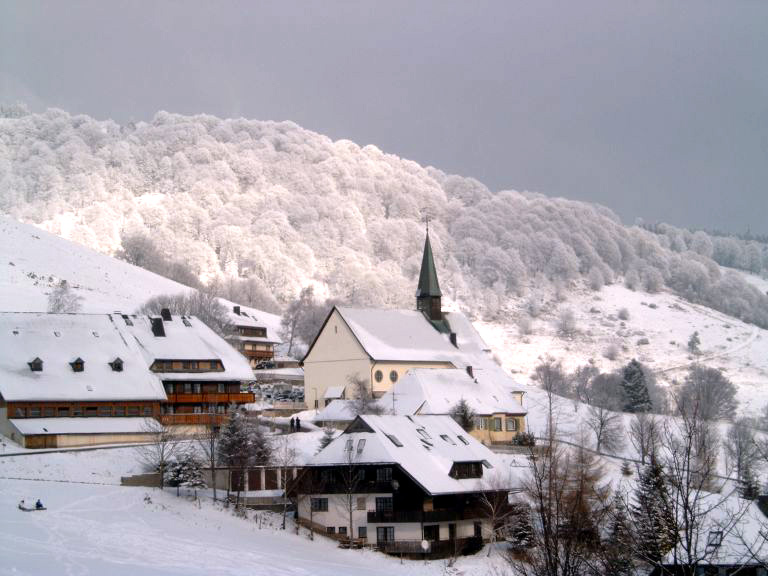
Hofsgrund am Schauinsland im Winter

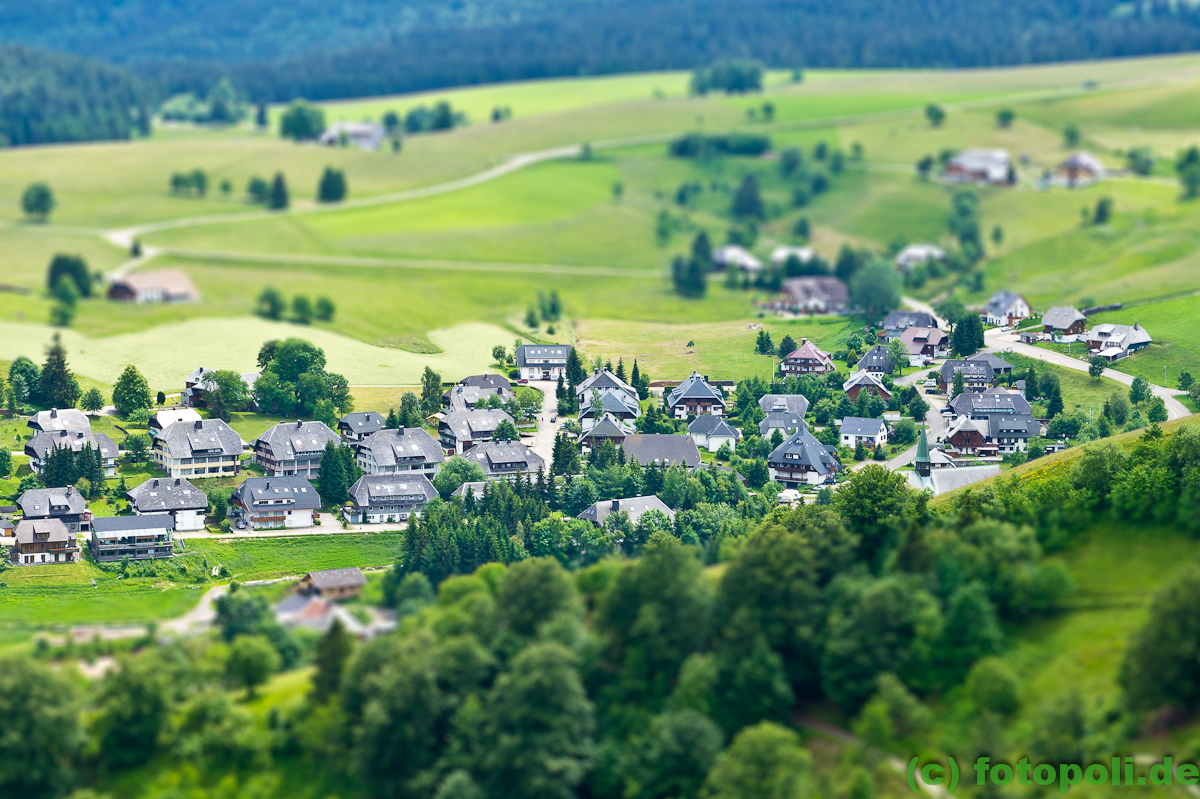
Hofsgrund im Juni.

Hofsgrund ist ein Ortsteil von Oberried und hat etwa 580 Einwohner. Er ist ein Ferien- und Wintersportort und Ziel von Ausflügen. Er liegt auf 1032 bis 1056 m Höhe südlich des Schauinslandgipfels.

## Geschichte
Erstmals urkundlich erwähnt wurde Hofsgrund im 11. Jahrhundert. Damals gehörte das Gebiet zum Schweizer Kloster Sankt Gallen. Wenig später besetzten die Zähringer das Gebiet und gaben es als Lehen an regionale Adelige weiter. 1296 wurde der „Dingrodel“, eine Ortsverfassung, von den Klostervorstehern des Klosters St. Märgen und des Klosters St. Wilhelm sowie von heimischen Adligen besiegelt.
Bis zu Beginn des 16. Jahrhunderts wurde Hofsgrund mit dem Namen Rütti bezeichnet, eine alemannische Bezeichnung für „das gerodete Land“. Der Name Hofsgrund wird zum ersten Mal am 15. August des Jahres 1517 in der Bergwerksordnung von Kaiser Maximilian verwendet. Im Jahr 1566 werden Erz- und Bergknappen von Hofsgrund erwähnt. Sie waren im Bergbau am Schauinsland – damals als „Erzkasten“ bezeichnet – beschäftigt. Andere Bewohner waren Tagelöhner oder abhängige Bauern.
1806 kam der Ort an Baden und dort zum Oberamt Freiburg. Am 1. Oktober 1974 wurde der Ort durch die baden-württembergische Gemeindereform  nach Oberried eingemeindet.
Beim sogenannten Engländerunglück am 17. April 1936 gerieten 27 englische Schüler am Schauinsland in Bergnot, nachdem sie trotz ungünstiger Wettervorhersage unter Leitung ihres Lehrers von Freiburg im Breisgau aus auf den Berg gewandert waren. Die Einwohner von Hofsgrund retteten die Gruppe, fünf der Schüler starben. Drei Denkmäler in Hofsgrund erinnern daran. Die nationalsozialistische Propaganda nutzte den Vorfall für ihre Zwecke.

## Skigebiet
Das Skigebiet Hofsgrund wird hauptsächlich von Freiburgern genutzt. Es besitzt vier Schlepplifte und zwei Flutlichtanlagen. Es kann auch mit der Schauinslandbahn erreicht werden.

## Schniederlihof
Oberhalb von Hofsgrund steht auf 1.050 m ü. NHN der 1593 erbaute Schniederlihof, ein alter typischer Schwarzwaldhof vom Typ Schauinslandhaus, der als Museum das bäuerliche Leben voriger Jahrhunderte im Südschwarzwald dokumentiert. Schnieder ist die alemannische Form für Schneider, Schniederli die Verkleinerungsform. Der Hof ist zu Fuß von der Laurentiuskirche Hofsgrund aus in etwa 10 Minuten erreichbar.

## Film
Ende Mai 2021 drehte der SWR für den Schwarzwald Krimi „Der Gesang der Raben“ zwei Tage lang in Hofsgrund. Der Film hatte seine Premiere auf dem 18. Festival des deutschen Films in Ludwigshafen und soll im 1. Quartal 2023 in der ARD laufen. Schon 25 Jahre zuvor wurde hier für eine Familienserie gedreht.
Im Herbst 2021 wurden unter anderem in Hofsgrund Szenen für die achtteilige je halbstündige SWR-Serie Höllgrund für die ARD-Mediathek gedreht. Außerdem wurde in Münstertal, St. Blasien, Todtnauberg, Freiburg und am Schluss in Köln gedreht. Die Serie hatte ihre Premiere am 31. Oktober 2022 im SWR, war aber schon ab dem 16. September 2022 in der ARD Mediathek abrufbar.

## Persönlichkeiten
- Eberhard Feik (1943–1994), Schauspieler und Partner von Götz George in der Tatort-Reihe Schimanski, lebte während seiner letzten Lebensjahre in Hofsgrund und ist dort auch begraben.
- Thomas Spitzer (* 1988), Autor, Comedian und Veranstalter, wuchs in Hofsgrund auf.
- Roman Rees (* 1993), Biathlet, wuchs in Hofsgrund auf.